# Maison de la culture Notre-Dame-de-Grâce
Pour les articles homonymes, voir Notre-Dame-de-Grâce (homonymie).

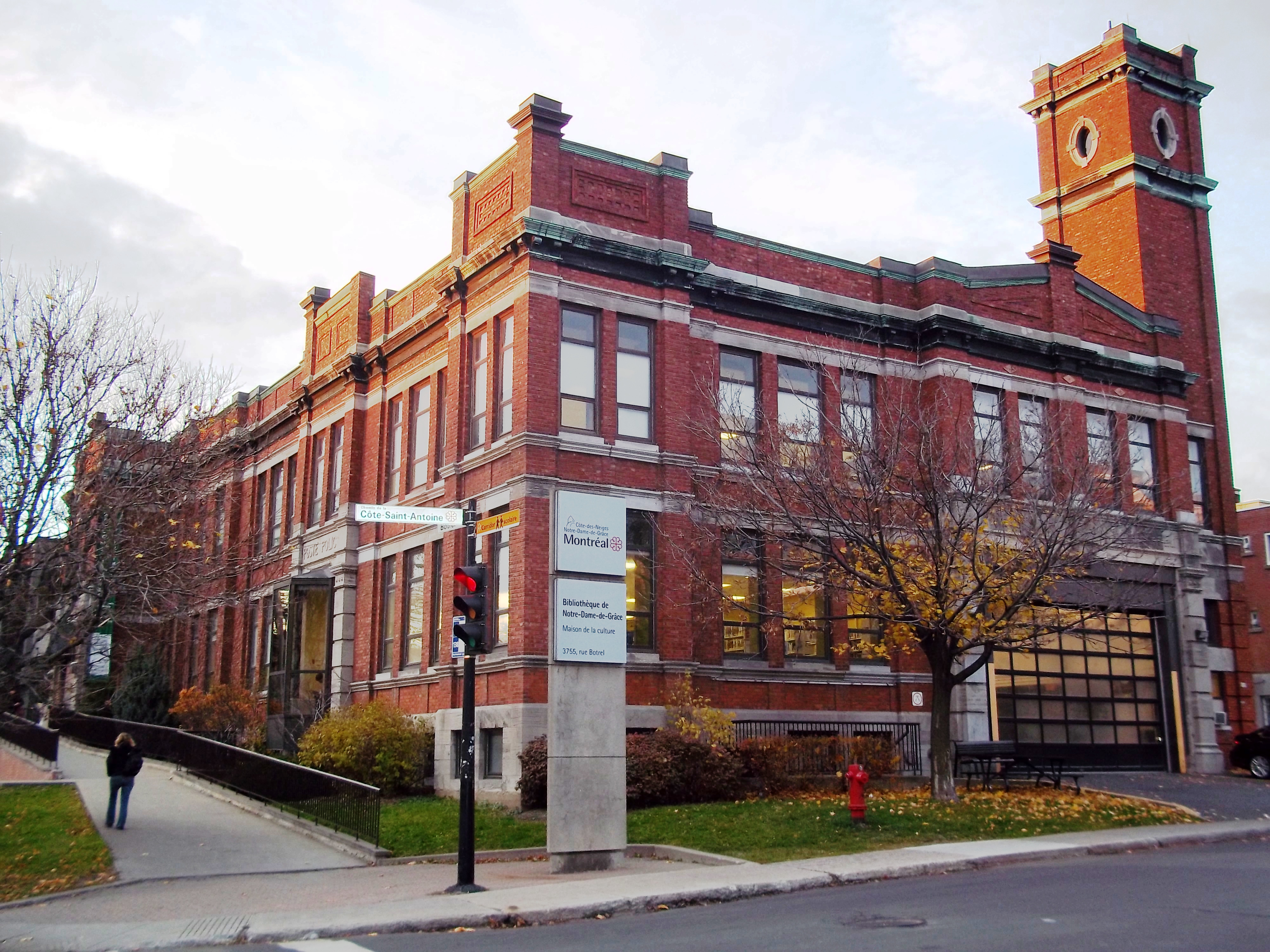
Maison de la culture Notre-Dame-de-Grâce

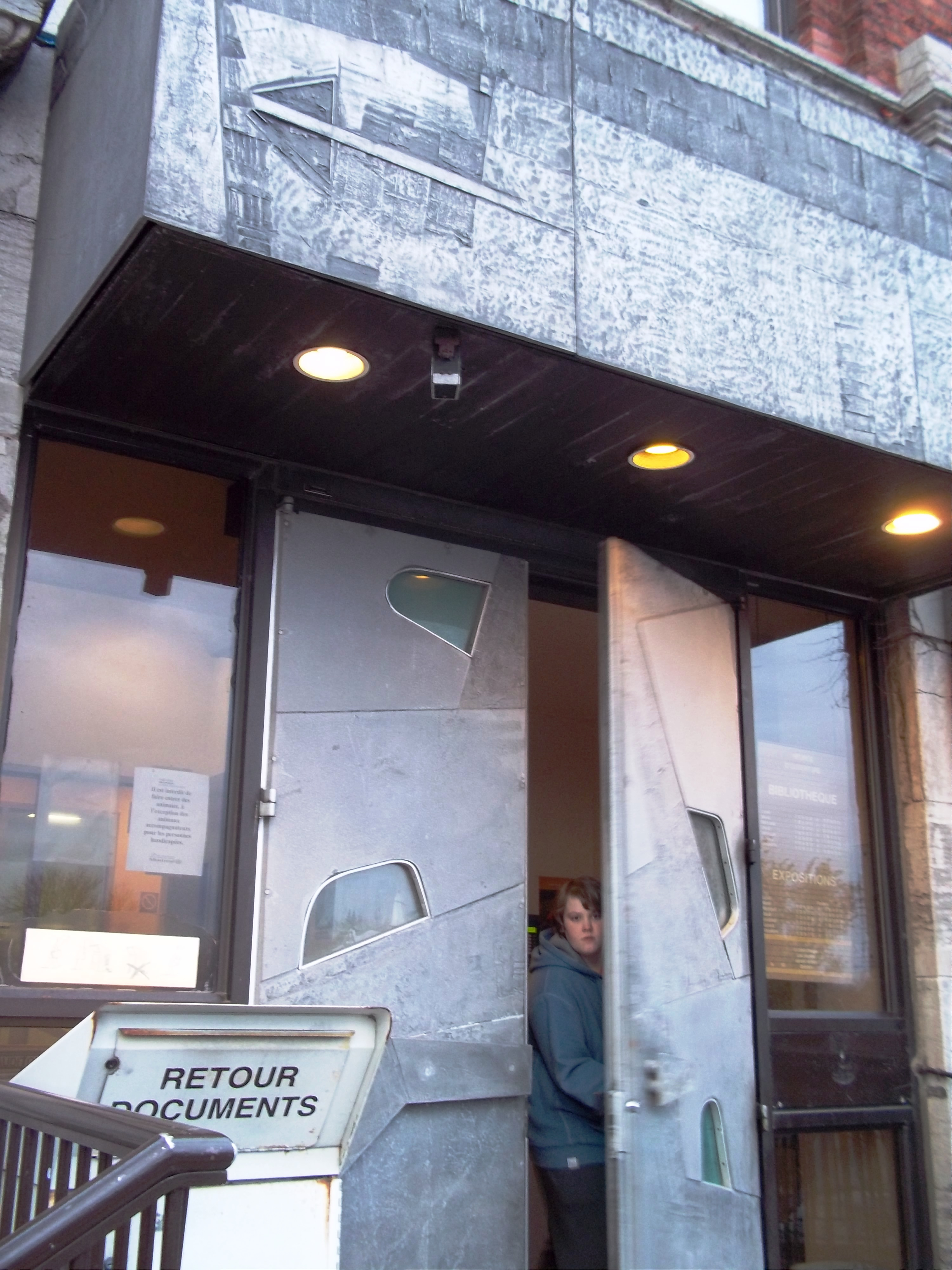
Entrée

La Maison de la culture Notre-Dame-de-Grâce a été inaugurée en octobre 1984. Elle fut la cinquième maison mise en service parmi les 13  maisons de la culture de Montréal qui composent aujourd’hui le réseau de diffusion culturelle professionnelle de la Ville de Montréal, Accès culture. L’année 2001 marque son adhésion à  La Société des musées québécois à la suite de son attribution du statut d’Institution muséale reconnue par le ministère de la Culture et des Communications. En plus d’être un lieu de diffusion des arts de la scène et des arts visuels, la Maison de la culture Notre-Dame-de-Grâce s’ancre dans la communauté en proposant des activités de médiation culturelle pour les petit.e.s et les grand.e.s et en recevant des artistes d’ici et d’ailleurs en résidence de création. 
Logée dans ce qui fut autrefois un poste de police, elle comporte une salle de spectacle pouvant accueillir 84 personnes ainsi que deux salles d’exposition, les Studios Botrel. On retrouve également au sein du même édifice la bibliothèque de Notre-Dame-de-Grâce, ce qui en fait un lieu de culture des plus rassembleurs. 
Depuis 2016, la Maison de la culture Notre-Dame-de-Grâce rayonne au sein d’un deuxième foyer; le Centre Culturel Notre-Dame-Grâce, situé sur l’avenue de Monkland. 

## Sources
- ville.montreal.qc.ca
- accesculture.com
- Maison de la Culture Notre-Dame-de-Grâce
- 25 ans de la Bibliothèque et maison de la culture de NDG